# 花井裕一郎
花井 裕一郎（はない ゆういちろう、1962年 - ）は、日本の演出家、映像作家

## 略歴
- 1989年 - 1994年： フジテレビジョンで番組演出
- 1994年 - 1996年： NHKや民放で番組、PV演出
- 1996年 - 1999年： ラテン音楽ドキュメンタリービデオ シリーズ監督
- 2003年 - 2009年： 北信濃小布施映画祭60秒シネマコンペティション事務局担当
- 2009年7月 - 2012年11月： 小布施町立図書館まちとしょテラソ館長
- 2013年6月 - ： NPOオブセリズム　理事（CEO）

## 映像作品
- 中田久美 密着400日（1992年）
- ROEN MOVIES（2001年）
- ドキュメンタリー「カカオロード〜歴史に刻まれた生命の糧 〜」（2004年）
- THE MODS 「LIVE WITH ROCK'N'ROLL」プロ モーションビデオ（2004年）
- OBUSESSION MOVIES（2001年 - 2007年）
- DROWNED BODY + CONDUCT - JUNICHI KAKIZAKI × YUICHIRO HANAI INSTALLATION #01（2007年、柿崎順一とのコラボレーション）

□主なまちづくり演出等
- 静岡県熱海市　公共施設の整備に関する運営アドバイザー
- 福岡県福智町　図書館建設に関するアドバイザー
- 香川県小豆島　小豆島町図書館（むとす館）名誉館長・・・アドバイザー
- 宮城県石巻市　まちじゅう図書館アドバイザー
- 岩手県大槌町　大槌メディアコモンズ(MLA)検討委員
- ATR Creative  アドバイザー
- ＮＰＯ長野県図書館等協働機構　事務局長
- 愛知県西尾市　まちづくり演出（合併した3つの都市の公共施設の再配置計画の調査、助言）
- 愛媛県西予市　まちづくりの演出（駅前商店街、伝統的建造物群保存地区の活性化調査、助言）
- 行政改革職員研修講師　　神戸市（兵庫）、三豊市（香川）、山形市（山形）、中野区（東京）

その他　図書館関係、まちづくり関係の講演多数
著書『はなぼん〜ワクワク演出マネジメント〜』（文屋）
共著「明日をひらく図書館: 長野の実践と挑戦」（青弓社）
関連図書『しあわせな仕事の見つけ方、つくり方～共感・応援の時代の仕事道～』(ワニプラス、久米信行著)

## 著書
- はなぼん〜わくわく演出マネジメント（2013年、文屋）ISBN 4990555279